# Скумин-Тышкевич, Януш
Я́нуш Скумин-Тышке́вич (ок. 1572 — 27 мая 1642) — государственный деятель Великого княжества Литовского, представитель старшей линии магнатского рода Тышкевичей герба «Лелива». Писарь великий литовский в 1607—1621 годах, воевода мстиславский 1621—1626 годах, трокский в 1626—1640 годах, виленский с 1640 года, староста браславский с 1588 года, новодворский в 1611—1613 годах, юрборгский с 1620 года.
Сын Фёдора Ивановича Тышкевича. Учился за границей, принимал участие в посольствах в Пруссию. Участвовал в польско-шведской войне 1600—1629 годов, в Хотинской битве 1621 года с турками.
Является автором дневника мирных переговоров со шведами 1625 года. Участвовал в религиозной полемике во время заключения Брестской церковной унии 1596 года, выпустил брошюру «Письмо к Борецкому и Смотрицкому против церкви восточной».